# Hugo Boettinger

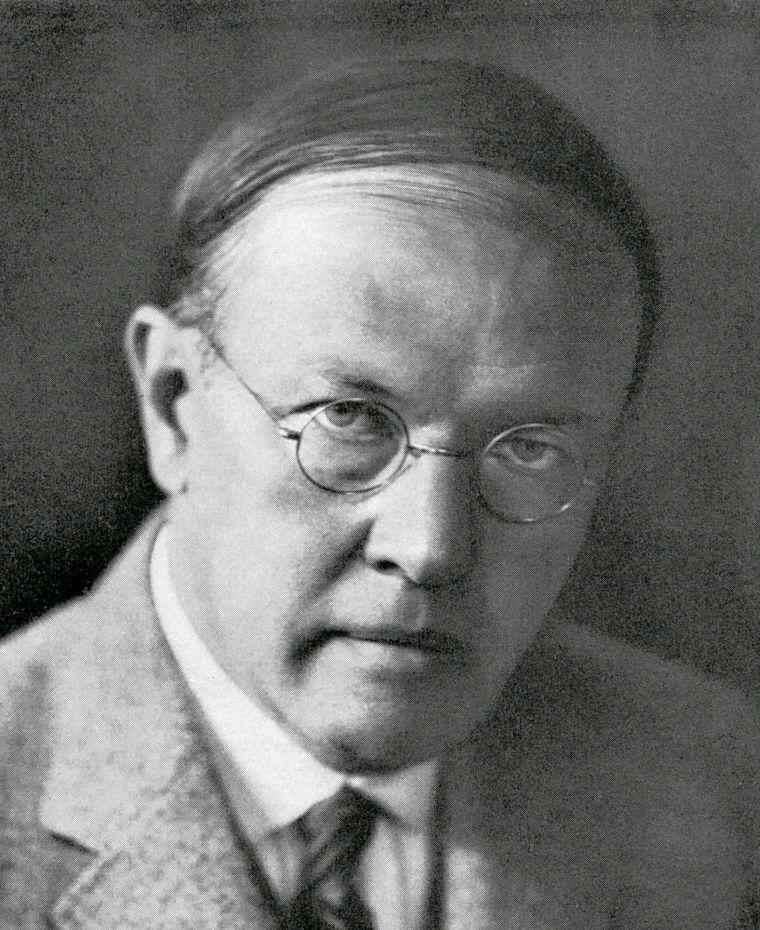
Hugo Boettinger (ca. 1930)

Hugo Boettinger, auch Böttinger (geboren 30. April 1880 in Pilsen, Österreich-Ungarn; gestorben 9. Dezember 1934 in Prag) war ein tschechischer Maler.

## Leben
Hugo Böttinger war der zweite Sohn des Malers und Fotografen Josef Böttinger. Er studierte ab 1895 an der Prager Kunstgewerbeschule bei Felix Jenewein und Emanuel Krescenc Liška und von 1899 bis 1902 an der Akademie der Bildenden Künste bei Maxmilián Pirner. Boettinger reiste mit seinem Freund T. F. Šimon (1877–1942) nach Paris und war außerdem in London, in den Niederlanden, in Belgien und Deutschland. Er war Mitglied der Künstlervereinigungen Spolek výtvarných umělců Mánes (SVU Mánes) und Sdružení českých umělců grafiků Hollar (SČUG Hollar). 1907 wurde er korrespondierendes Mitglied des Hagenbundes. Boettinger wurde zum Mitglied der Tschechischen Akademie der Wissenschaften und Künste gewählt.
Boettinger zeichnete, bevorzugt mit Kielfeder, seine Freunde und tschechische Persönlichkeiten. Unter dem Pseudonym Dr. Desiderius erschienen seine an den Stil des Münchener Simplicissimus angelehnten Karikaturen in den Prager Zeitungen und wurden auch in Sammelbänden nachgedruckt. Seine in Öl gemalten Frauenakte sind hingegen idealisiert.
Boettinger war mit Růžena Ottová (1887–1964) verheiratet (später als Pelnářová wiederverheiratet), die ihn um volle drei Jahrzehnte überlebte.

Zeichnungen und Karikaturen
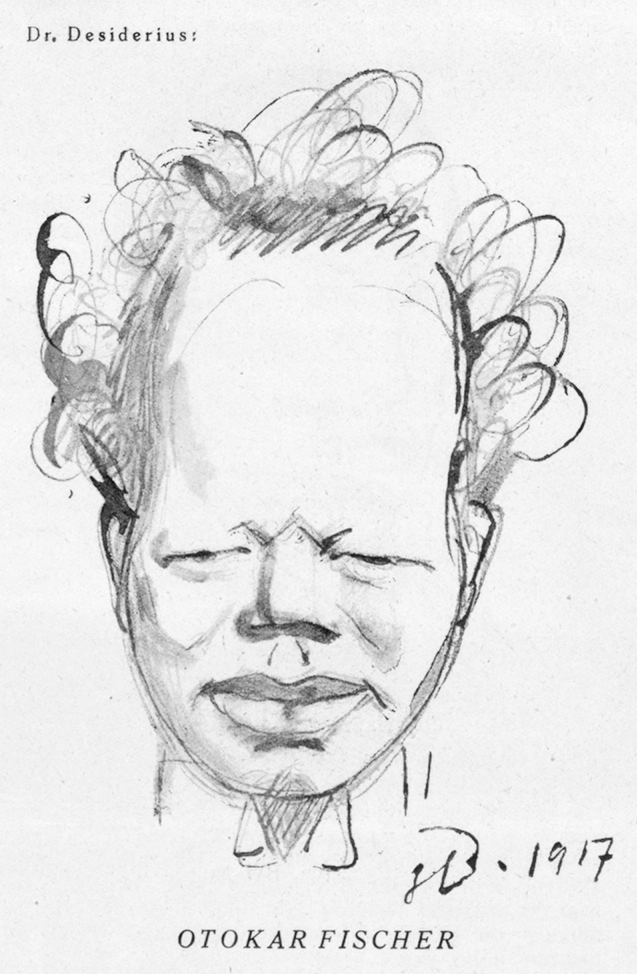
Otokar Fischer (1917)
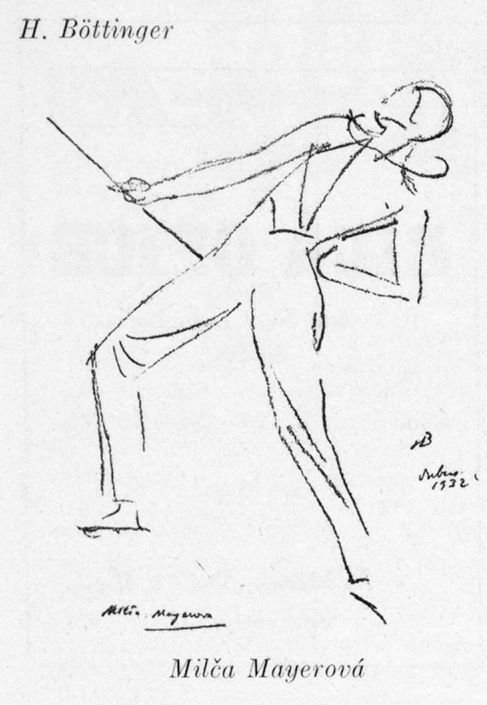
Skica tanečnice Milča Mayerová (1932)
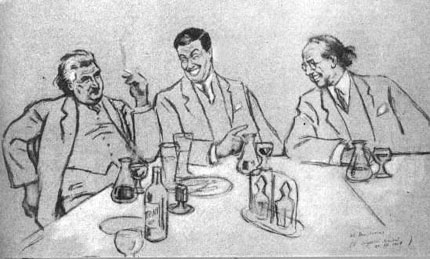
Dobrá pohoda české hudby: Josef Suk, Václav Talich und Vítězslav Novák (1903)
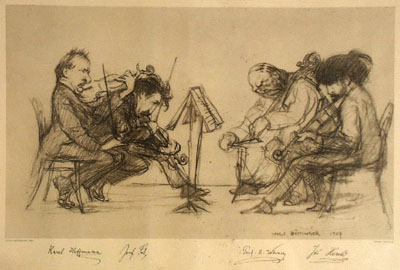
České kvarteto (1907)
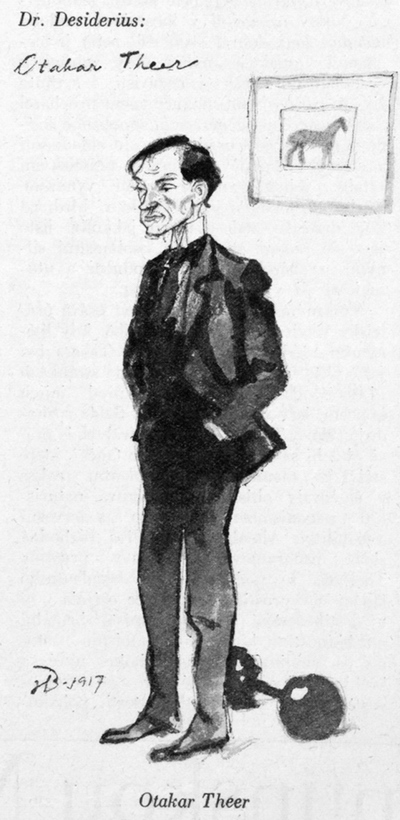
Otakar Theer (1917)

Bilder
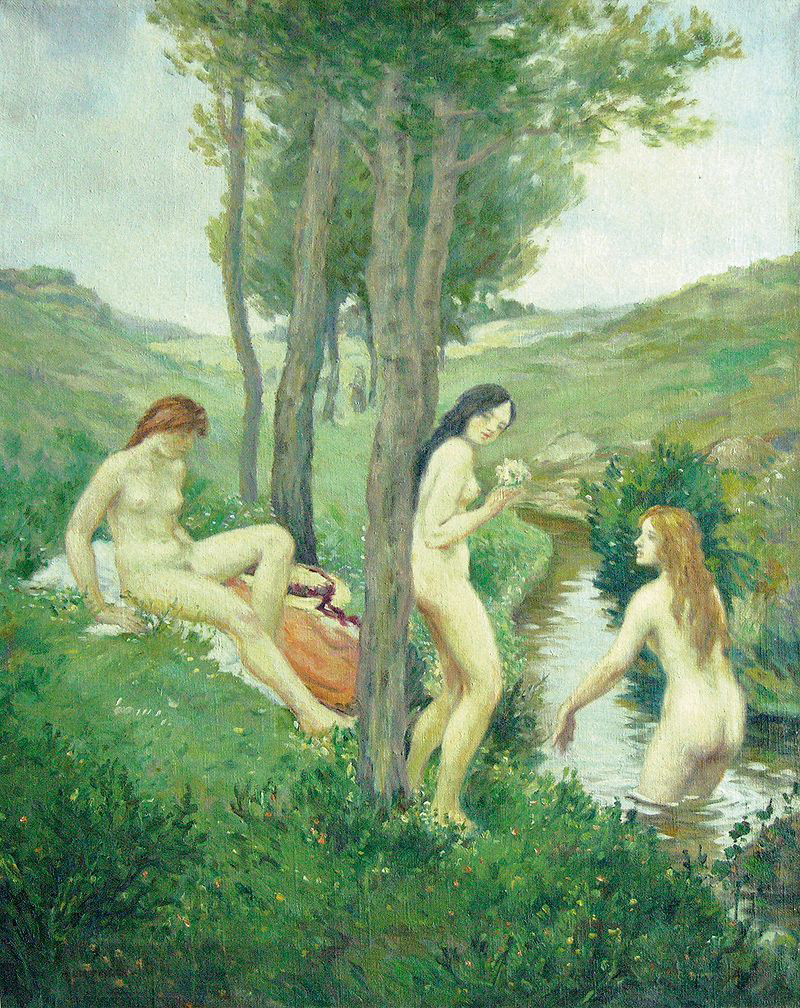
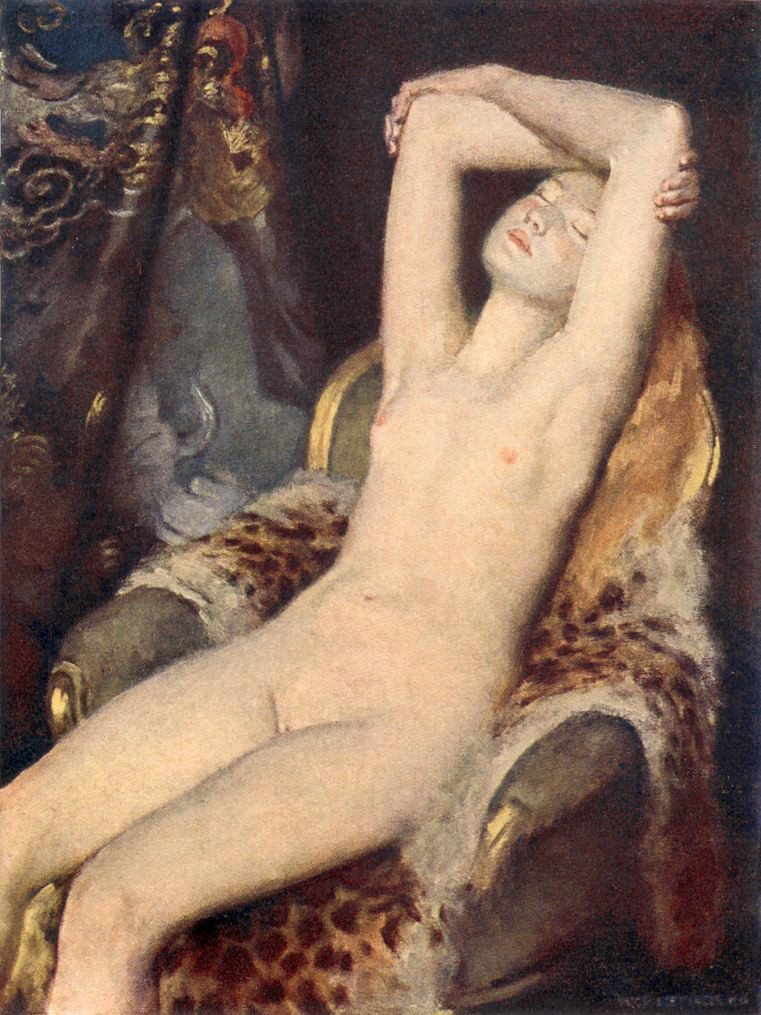
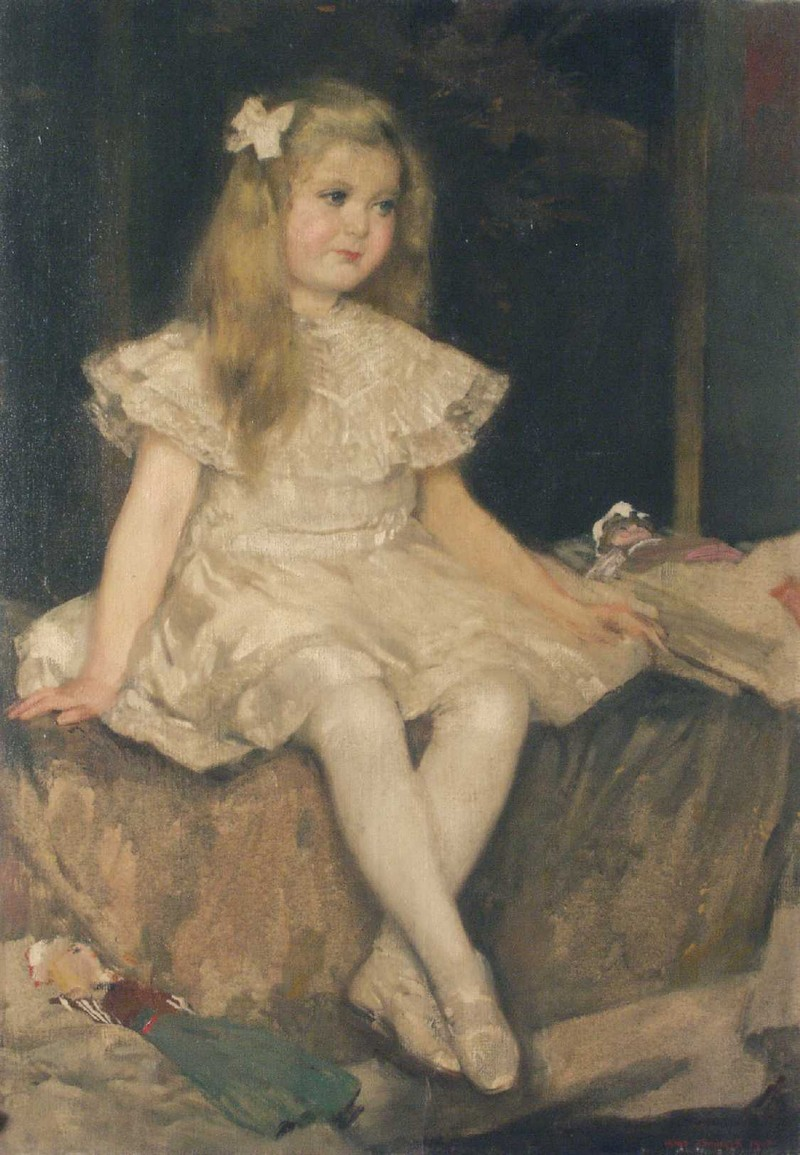
Děvče (1907)
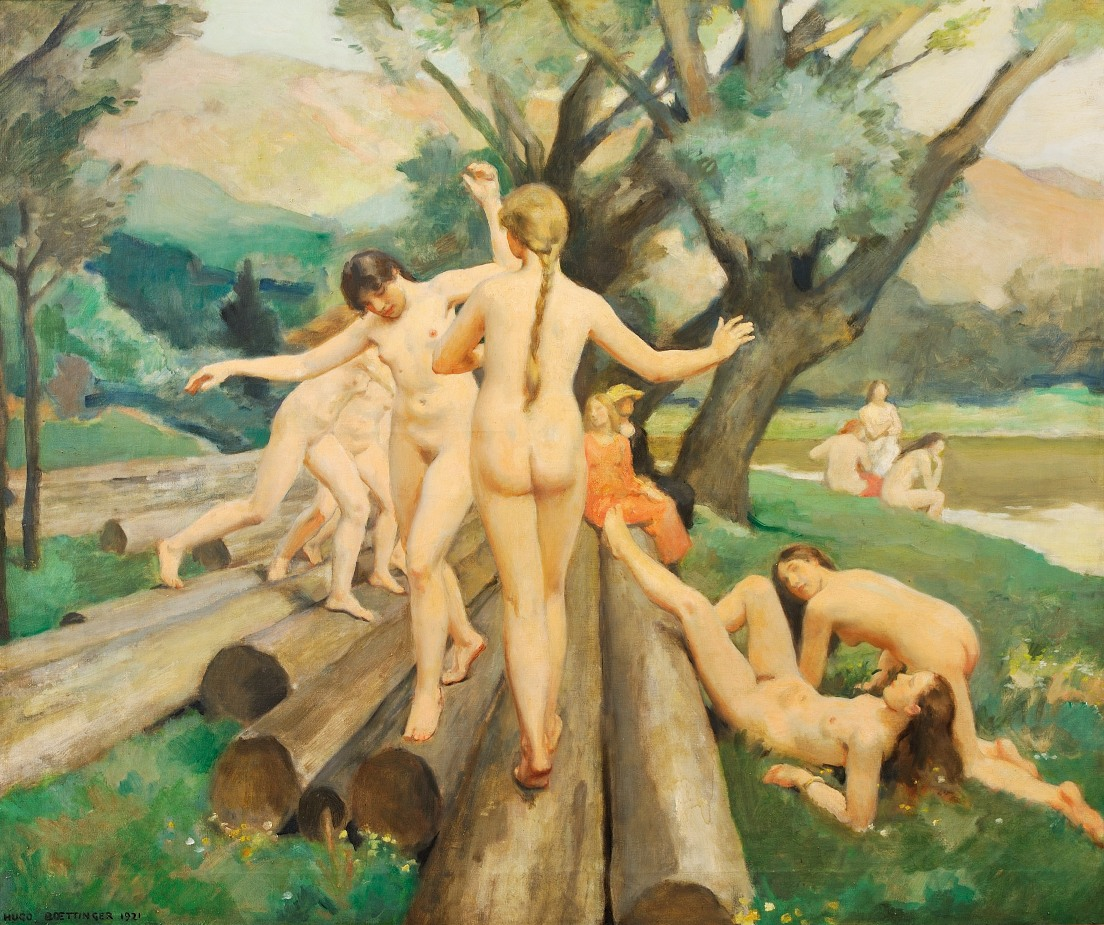
Na kládách (1921)
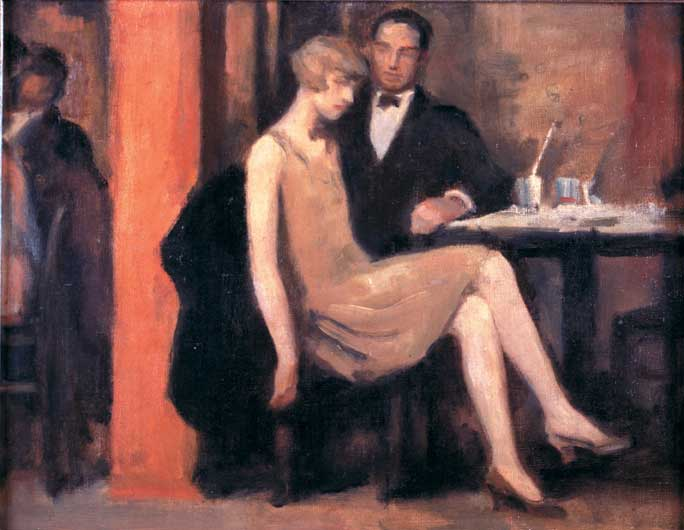
V kavárně (1926)

## Schriften (Auswahl)
- Bildungsanstalt Jaques-Dalcroze: Bewegungsstudien: ein Jahrbuch. Hellerau: Hellerauer Verlag, 1913
- Hans Brandenburg: Der Moderne Tanz. Mit 180 Reproduktionen. Nach 54 Zeichnungen Von Hugo Böttinger, Dora Brandenburg-Polster, J. Grandjouan, Erwin Lang, Alexander Sacharoff und nach 126 Photographien. Georg Müller Verlag, München, 1917
- Dr. Desiderius: Album monarchů, aneb Sic transit gloria Dreibundi. Verse von Viktor Dyk und Karel Čapek. Praha: Nebojsa, 1918
- Dr. Desiderius: Grotesky: třicet čtyři kresby z let 1912–1924. V Praze: Nakladatelství J. Otto, 1925
- Dr. Desiderius: Veselé kresby: výběr z let 1922–1934. V Praze: Nákl. vlastním, 1934
- Boettinger, Hugo. V Praze: Melantrich, 1940